# Valerio Lazarov
Valerio Lazarov Lesner (Bârlad, 20 dicembre 1935 – Tres Cantos, 11 agosto 2009) è stato un produttore televisivo rumeno naturalizzato spagnolo.

## Biografia
Lazarov nacque il 20 dicembre 1935 a Bârlad, in Romania. Iniziò a lavorare nella televisione pubblica rumena, trasferendosi in seguito in Spagna, dove ricevette la cittadinanza spagnola nel 1972.
In Italia mise in pratica la tecnica televisiva del chroma key, lavorando inizialmente con la Rai, per poi spostarsi in seguito sui canali Fininvest.
L'azienda di Silvio Berlusconi gli affidò anche il compito di lanciare in Spagna Telecinco, che diresse dal 1990 al 1994..
Valerio Lazarov morì per le complicazioni di un tumore al colon l'11 agosto 2009 a Tres Cantos.

## Vita privata
Si sposò sette volte ed ebbe cinque figli.

## Programmi TV (parziale)
- Tilt (Rai 1, 1979)
- Il volo di julio Iglesias (Rai 2, 1981)
- Il pranzo è servito (Canale 5, 1982)
- Premiatissima '82 (Canale 5, 1982)
- Beauty Center Show (Italia 1, 1983 1984)